# 第19回クリティクス・チョイス・アワード
第19回クリティクス・チョイス・アワードは、2013年の映画を対象としており、2014年1月16日に発表されThe CWで放送された。
ノミネートは2013年12月16日に発表された。フォレスト・ウィテカーにジョエル・シーゲル博愛賞、ジュリー・デルピー、イーサン・ホーク、リチャード・リンクレイターにルイ13世ジーニアス賞が授与された。

## ノミネート一覧

### 作品賞
- 『それでも夜は明ける』
  - 『アメリカン・ハッスル』
  - 『キャプテン・フィリップス』
  - 『ダラス・バイヤーズクラブ』
  - 『ゼロ・グラビティ』
  - 『her/世界でひとつの彼女』
  - 『インサイド・ルーウィン・デイヴィス 名もなき男の歌』
  - 『ネブラスカ ふたつの心をつなぐ旅』
  - 『ウォルト・ディズニーの約束』
  - 『ウルフ・オブ・ウォールストリート』

### 監督賞
- アルフォンソ・キュアロン - 『ゼロ・グラビティ』
  - ポール・グリーングラス - 『キャプテン・フィリップス』
  - スパイク・ジョーンズ - 『her/世界でひとつの彼女』
  - スティーヴ・マックイーン - 『それでも夜は明ける』
  - デヴィッド・O・ラッセル - 『アメリカン・ハッスル』
  - マーティン・スコセッシ - 『ウルフ・オブ・ウォールストリート』

### 主演男優賞
- マシュー・マコノヒー - 『ダラス・バイヤーズクラブ』 - ロン・ウッドルーフ役
  - クリスチャン・ベール - 『アメリカン・ハッスル』 - アーヴィング・ローゼンフェルド役
  - ブルース・ダーン - 『ネブラスカ ふたつの心をつなぐ旅』 - ウディ・グラント役
  - キウェテル・イジョフォー - 『それでも夜は明ける』 - ソロモン・ノーサップ役
  - トム・ハンクス - 『キャプテン・フィリップス』 - リチャード・フィリップス（英語版）役
  - ロバート・レッドフォード - 『オール・イズ・ロスト 〜最後の手紙〜』 - 老人役

### 主演女優賞
- ケイト・ブランシェット - 『ブルージャスミン』 - ジャネット・"ジャスミン"・フランシス役
  - サンドラ・ブロック - 『ゼロ・グラビティ』 - ライアン・ストーン博士役
  - ジュディ・デンチ - 『あなたを抱きしめる日まで』 - フィロミーナ・リー役
  - ブリー・ラーソン - 『ショート・ターム』 - グレイス役
  - メリル・ストリープ - 『8月の家族たち』 - ヴァイオレット・ウェストン役
  - エマ・トンプソン - 『ウォルト・ディズニーの約束』 - パメラ・"P・L"・トラバース役

### 助演男優賞
- ジャレッド・レト - 『ダラス・バイヤーズクラブ』 - レイオン役
  - バーカッド・アブディ - 『キャプテン・フィリップス』 - アブディワリ・ムセ（英語版）役
  - ダニエル・ブリュール - 『ラッシュ/プライドと友情』 - ニキ・ラウダ役
  - ブラッドリー・クーパー - 『アメリカン・ハッスル』 - リッチー・ディマソ役
  - マイケル・ファスベンダー - 『それでも夜は明ける』 - エドウィン・エップス役
  - ジェームズ・ガンドルフィーニ - 『おとなの恋には嘘がある』 - アルバート役

### 助演女優賞
- ルピタ・ニョンゴ - 『それでも夜は明ける』 - パッチー役
  - スカーレット・ヨハンソン - 『her/世界でひとつの彼女』 - サマンサ（声）役
  - ジェニファー・ローレンス - 『アメリカン・ハッスル』 - ロザリン・ローゼンフェルド役
  - ジュリア・ロバーツ - 『8月の家族たち』 - バーブラ・ウェストン＝フォーダム役
  - ジューン・スキッブ - 『ネブラスカ ふたつの心をつなぐ旅』 - ケイト・グラント役
  - オプラ・ウィンフリー - 『大統領の執事の涙』 - グロリア・ゲインズ役

### 若手俳優賞
- アデル・エグザルホプロス - 『アデル、ブルーは熱い色』 - アデル役
  - エイサ・バターフィールド - 『エンダーのゲーム』 - アンドリュー・"エンダー"・ウィッギン（英語版）役
  - リアム・ジェームズ - 『プールサイド・デイズ』 - ダンカン役
  - ソフィー・ネリッセ - 『やさしい本泥棒』 - リーゼル・メミンジャー役
  - タイ・シェリダン - 『MUD -マッド-』 - エリス役

### アンサンブル演技賞
- 『アメリカン・ハッスル』
  - 『それでも夜は明ける』
  - 『8月の家族たち』
  - 『大統領の執事の涙』
  - 『ネブラスカ ふたつの心をつなぐ旅』
  - 『ウルフ・オブ・ウォールストリート』

### 脚色賞
- ジョン・リドリー - 『それでも夜は明ける』
  - スティーヴ・クーガン、ジェフ・ポープ（英語版） - 『あなたを抱きしめる日まで』
  - トレイシー・レッツ - 『8月の家族たち』
  - リチャード・リンクレイター、イーサン・ホーク、ジュリー・デルピー - 『ビフォア・ミッドナイト』
  - ビリー・レイ - 『キャプテン・フィリップス』
  - テレンス・ウィンター - 『ウルフ・オブ・ウォールストリート』

### オリジナル脚本賞
- スパイク・ジョーンズ - 『her/世界でひとつの彼女』
  - ウディ・アレン - 『ブルージャスミン』
  - ジョエル&イーサン・コーエン - 『インサイド・ルーウィン・デイヴィス 名もなき男の歌』
  - ボブ・ネルソン - 『ネブラスカ ふたつの心をつなぐ旅』
  - エリック・ウォーレン・シンガー、デヴィッド・O・ラッセル - 『アメリカン・ハッスル』

### アニメ映画賞
- 『アナと雪の女王』
  - 『クルードさんちのはじめての冒険』
  - 『怪盗グルーのミニオン危機一発』
  - 『モンスターズ・ユニバーシティ』
  - 『風立ちぬ』

### アクション映画賞
- 『ローン・サバイバー』
  - 『ハンガー・ゲーム2』
  - 『アイアンマン3』
  - 『ラッシュ/プライドと友情』
  - 『スター・トレック イントゥ・ダークネス』

### アクション映画男優賞
- マーク・ウォールバーグ - 『ローン・サバイバー』 - マーカス・ラトレル（英語版）役
  - ヘンリー・カヴィル - 『マン・オブ・スティール』 - スーパーマン / クラーク・ケント役
  - ロバート・ダウニー・Jr - 『アイアンマン3』 - トニー・スターク / アイアンマン役
  - ブラッド・ピット - 『ワールド・ウォーZ』 - ゲイリー・レーン役

### アクション映画女優賞
- サンドラ・ブロック - 『ゼロ・グラビティ』 - ライアン・ストーン博士役
  - ジェニファー・ローレンス - 『ハンガー・ゲーム2』 - カットニス・エヴァディーン（英語版）役
  - エヴァンジェリン・リリー - 『ホビット 竜に奪われた王国』 - タウリエル役
  - グウィネス・パルトロー - 『アイアンマン3』 - ペッパー・ポッツ役

### コメディ賞
- 『アメリカン・ハッスル』
  - 『おとなの恋には嘘がある』
  - 『デンジャラス・バディ』
  - 『ディス・イズ・ジ・エンド 俺たちハリウッドスターの最凶最期の日』
  - 『プールサイド・デイズ』
  - 『ワールズ・エンド 酔っぱらいが世界を救う!』

### コメディ男優賞
- レオナルド・ディカプリオ - 『ウルフ・オブ・ウォールストリート』 - ジョーダン・ベルフォート役
  - クリスチャン・ベール - 『アメリカン・ハッスル』 - アーヴィング・ローゼンフェルド役
  - ジェームズ・ガンドルフィーニ - 『おとなの恋には嘘がある』 - アルバート役
  - サイモン・ペグ - 『ワールズ・エンド 酔っぱらいが世界を救う!』 - ゲイリー・キング役
  - サム・ロックウェル - 『プールサイド・デイズ』 - オーウェン役

### コメディ女優賞
- エイミー・アダムス - 『アメリカン・ハッスル』 - シドニー・プロッサー役
  - サンドラ・ブロック - 『デンジャラス・バディ』 - サラ・バーン特別捜査官役
  - グレタ・ガーウィグ - 『フランシス・ハ』 - フランシス・ハラディ役
  - ジュリア・ルイス＝ドレイファス - 『おとなの恋には嘘がある』 - エヴァ役
  - メリッサ・マッカーシー - 『デンジャラス・バディ』 - シャノン・ミューリンズ役

### SF/ホラー映画賞
- 『ゼロ・グラビティ』
  - 『死霊館』
  - 『スター・トレック イントゥ・ダークネス』
  - 『ワールド・ウォーZ』

### 外国語映画賞
- 『アデル、ブルーは熱い色』（ フランス）
  - 『グレート・ビューティー/追憶のローマ』（ イタリア）
  - 『偽りなき者』（ デンマーク）
  - 『ある過去の行方』（ イラン）
  - 『少女は自転車にのって』（ サウジアラビア）

### ドキュメンタリー映画賞
- 『バックコーラスの歌姫たち』
  - 『アクト・オブ・キリング』
  - Blackfish
  - 『物語る私たち』
  - Tim's Vermeer

### 美術監督賞
- キャサリン・マーティン（プロダクションデザイナー）、ビバリー・ダン（セットデコレーター） - 『華麗なるギャツビー』
  - K・K・バレット（英語版）（プロダクションデザイナー）、ジーン・サーデナ（セットデコレーター） - 『her/世界でひとつの彼女』
  - ダン・ヘナ（プロダクションデザイナー）、ラ・ヴィンセント（セットデコレーター） — 『ホビット 竜に奪われた王国』
  - アンディ・ニコルソン（プロダクションデザイナー）、ロージー・グッドウィン（セットデコレーター） - 『ゼロ・グラビティ』
  - アダム・シュトックハウゼン（プロダクションデザイナー）、アリス・ベイカー（セットデコレーター） — 『それでも夜は明ける』

### 撮影賞
- エマニュエル・ルベツキ - 『ゼロ・グラビティ』
  - ショーン・ボビット - 『それでも夜は明ける』
  - ロジャー・ディーキンス - 『プリズナーズ』
  - ブリュノ・デルボネル - 『インサイド・ルーウィン・デイヴィス 名もなき男の歌』
  - フェドン・パパマイケル - 『ネブラスカ ふたつの心をつなぐ旅』

### 衣裳デザイン賞
- キャサリン・マーティン - 『華麗なるギャツビー』
  - ボブ・バック、レスリー・バークス＝ハーディング、アン・マスクリー、リチャード・テイラー - 『ホビット 竜に奪われた王国』
  - パトリシア・ノリス - それでも夜は明ける』
  - ダニエル・オルランディ - 『ウォルト・ディズニーの約束』
  - マイケル・ウィルキンソン - 『アメリカン・ハッスル』

### 編集賞
- アルフォンソ・キュアロン、マーク・サンガー - 『ゼロ・グラビティ』
  - アラン・ボームガーテン、ジェイ・キャシディ、クリスピン・ストラザーズ - 『アメリカン・ハッスル』
  - ダニエル・P・ハンリー、マイク・ヒル - 『ラッシュ/プライドと友情』
  - クリストファー・ラウズ - 『キャプテン・フィリップス』
  - セルマ・スクーンメイカー - 『ウルフ・オブ・ウォールストリート』
  - ジョー・ウォーカー - 『それでも夜は明ける』

### メイクアップ賞
- 『アメリカン・ハッスル』
  - 『それでも夜は明ける』
  - 『ホビット 竜に奪われた王国』
  - 『大統領の執事の涙』
  - 『ラッシュ/プライドと友情』

### 音楽賞
- スティーヴン・プライス - 『ゼロ・グラビティ』
  - アーケイド・ファイア - 『her/世界でひとつの彼女』
  - トーマス・ニューマン - 『ウォルト・ディズニーの約束』
  - ハンス・ジマー - 『それでも夜は明ける』

### 楽曲賞
- 「レット・イット・ゴー」 - ロバート・ロペス、クリステン・アンダーソン＝ロペス - 『アナと雪の女王』
  - "Atlas" - コールドプレイ - 『ハンガー・ゲーム2』
  - "Happy" - ファレル・ウィリアムス - 『怪盗グルーのミニオン危機一発』
  - 「オーディナリー・ラヴ」 - U2 - 『マンデラ 自由への長い道』
  - "Please Mr. Kennedy" - エド・ラッシュ、ジョージ・クロマティ（英語版）、T＝ボーン・バーネット、ジャスティン・ティンバーレイク、ジョエル&イーサン・コーエン - 『インサイド・ルーウィン・デイヴィス 名もなき男の歌』
  - 「ヤング・アンド・ビューティフル」 - ラナ・デル・レイ - 『華麗なるギャツビー』

### 視覚効果賞
- 『ゼロ・グラビティ』
  - 『ホビット 竜に奪われた王国』
  - 『アイアンマン3』
  - 『パシフィック・リム』
  - 『スター・トレック イントゥ・ダークネス』